# Atlantic Division (NHL)
 For alternative betydninger, se Atlantic Division. (Se også artikler, som begynder med Atlantic Division)
Atlantic Division er en af de fire divisioner i den professionelle nordamerikanske ishockeyliga, National Hockey League. Det en af de to divisioner, der udgør Eastern Conference i ligaen. Atlantic Division blev oprettet i 1993 i forbindelse med en omstrukturering af NHL som en efterfølger til Patrick Division.
I forbindelse med omstruktureringen i 2013 blev samtlige divisionens fem hold overført til den nyoprettede Metropolitan Division. I stedet modtog Atlantic Division i alt syv hold fra de nedlagte Northeast Division og Southeast Division, mens Detroit Red Wings blev overført fra Central Division.
Atlantic Division består pr. 2021-22 af følgende otte hold:
- Boston Bruins
- Buffalo Sabres
- Detroit Red Wings
- Florida Panthers
- Montreal Canadiens
- Ottawa Senators
- Tampa Bay Lightning
- Toronto Maple Leafs

## Hold
Atlantic Division blev oprettet i 1993 i forbindelse med en omstrukturering af NHL som den primære efterfølger til Patrick Division. Divisionen kom til at bestå at fem af de seks hold i Patrick Division, New Jersey Devils, New York Islanders, New York Rangers, Philadelphia Flyers og Washington Capitals. Kun Pittsburgh Penguins fra Patrick Division fulgte ikke med over i den nye Atlantic Division. De sidste to hold i divisonen blev Tampa Bay Lightning, der indtil da havde spillet i Norris Division, og Florida Panthers, der blev optaget i ligaen som nyt hold.
I 1998 blev Florida Panthers, Tampa Bay Lightning og Washington Capitals overført til den nyoprettede Southeast Division. Til gengæld blev Pittsburgh Penguins tilført fra Northeast Division.
I forbindelse med omstruktureringen i 2013 blev samtlige divisionens fem hold overført til den nyoprettede Metropolitan Division. I stedet modtog Atlantic Division i alt syv hold fra de nedlagte Northeast Division og Southeast Division, mens Detroit Red Wings blev overført fra Central Division.
| 1993–98 | 1998–2013                                                                                     | 2013-20, 2021- |
| --- | --------------------------------------------------------------------------------------------- | --- |
| Florida Panthers New Jersey Devils New York Islanders New York Rangers Philadelphia Flyers Tampa Bay Lightning Washington Capitals | New Jersey Devils New York Islanders New York Rangers Philadelphia Flyers Pittsburgh Penguins | Boston Bruins Buffalo Sabres Detroit Red Wings Florida Panthers Montreal Canadiens Ottawa Senators Tampa Bay Lightning Toronto Maple Leafs |
| Atlantic Division (NHL) (USA) | Atlantic Division (NHL) (USA)                                                                 | Atlantic Division (NHL) (USA) |

## Resultater

### Divisionsmesterskaber
Divisionsmesterskabet for Atlantic Division vindes af det hold i divisionen, der opnår flest point i National Hockey Leagues grundspil.
| Antal mesterskaber | Hold                | Sæsoner                                                                         |
| ------------------ | ------------------- | ------------------------------------------------------------------------------- |
| 9                  | New Jersey Devils   | 1996-97, 1997-98, 1998-99, 2000-01, 2002-03, 2005-06, 2006-07, 2008-09, 2009-10 |
| 6                  | Philadelphia Flyers | 1994-95, 1995-96, 1999-2000, 2001-02, 2003-04, 2010-11                          |
| 2                  | Boston Bruins       | 2013-14, 2019-20                                                                |
| 2                  | Montreal Canadiens  | 2014-15, 2016-17                                                                |
| 2                  | New York Rangers    | 1993-94, 2011-12                                                                |
| 2                  | Pittsburgh Penguins | 2007-08, 2012-13                                                                |
| 2                  | Tampa Bay Lightning | 2017-18, 2018-19                                                                |
| 2                  | Florida Panthers    | 2015-16, 2021-22                                                                |
| -                  | Buffalo Sabres      | -                                                                               |
| -                  | Detroit Red Wings   | -                                                                               |
| -                  | Ottawa Senators     | -                                                                               |
| -                  | Toronto Maple Leafs | -                                                                               |
| -                  | New York Islanders  | -                                                                               |
| -                  | Washington Capitals | -                                                                               |

### Placeringer
Holdenes grundspilsplaceringer i Atlantic Division.
| Hold                | 9394           | 9495           | 9596           | 9697           | 9798           | 9899           | 9900           | 0001           | 0102           | 0203           | 0304           | 0405           | 0506           | 0607           | 0708           | 0809           | 0910           | 1011           | 1112           | 1213           | 1314              | 1415              | 1516              | 1617              | 1718              | 1819              | 1920              | 2122              |
| ------------------- | -------------- | -------------- | -------------- | -------------- | -------------- | -------------- | -------------- | -------------- | -------------- | -------------- | -------------- | -------------- | -------------- | -------------- | -------------- | -------------- | -------------- | -------------- | -------------- | -------------- | ----------------- | ----------------- | ----------------- | ----------------- | ----------------- | ----------------- | ----------------- | ----------------- |
| Boston Bruins       | Northeast Div. | Northeast Div. | Northeast Div. | Northeast Div. | Northeast Div. | Northeast Div. | Northeast Div. | Northeast Div. | Northeast Div. | Northeast Div. | Northeast Div. | Northeast Div. | Northeast Div. | Northeast Div. | Northeast Div. | Northeast Div. | Northeast Div. | Northeast Div. | Northeast Div. | Northeast Div. | 1                 | 5                 | 4                 | 3                 | 2                 | 2                 | 1                 | 4                 |
| Buffalo Sabres      | Northeast Div. | Northeast Div. | Northeast Div. | Northeast Div. | Northeast Div. | Northeast Div. | Northeast Div. | Northeast Div. | Northeast Div. | Northeast Div. | Northeast Div. | Northeast Div. | Northeast Div. | Northeast Div. | Northeast Div. | Northeast Div. | Northeast Div. | Northeast Div. | Northeast Div. | Northeast Div. | 8                 | 8                 | 7                 | 8                 | 8                 | 6                 | 6                 | 5                 |
| Detroit Red Wings   | Central Div.   | Central Div.   | Central Div.   | Central Div.   | Central Div.   | Central Div.   | Central Div.   | Central Div.   | Central Div.   | Central Div.   | Central Div.   | Central Div.   | Central Div.   | Central Div.   | Central Div.   | Central Div.   | Central Div.   | Central Div.   | Central Div.   | Central Div.   | 4                 | 3                 | 3                 | 7                 | 5                 | 7                 | 8                 | 6                 |
| Florida Panthers    | 5              | 5              | 3              | 3              | 6              | Southeast Div. | Southeast Div. | Southeast Div. | Southeast Div. | Southeast Div. | Southeast Div. | Southeast Div. | Southeast Div. | Southeast Div. | Southeast Div. | Southeast Div. | Southeast Div. | Southeast Div. | Southeast Div. | Southeast Div. | 7                 | 6                 | 1                 | 6                 | 4                 | 5                 | 4                 | 1                 |
| Montreal Canadiens  | Northeast Div. | Northeast Div. | Northeast Div. | Northeast Div. | Northeast Div. | Northeast Div. | Northeast Div. | Northeast Div. | Northeast Div. | Northeast Div. | Northeast Div. | Northeast Div. | Northeast Div. | Northeast Div. | Northeast Div. | Northeast Div. | Northeast Div. | Northeast Div. | Northeast Div. | Northeast Div. | 3                 | 1                 | 6                 | 1                 | 6                 | 4                 | 5                 | 8                 |
| New Jersey Devils   | 2              | 2              | 6              | 1              | 1              | 1              | 2              | 1              | 3              | 1              | 2              | -              | 1              | 1              | 2              | 1              | 1              | 4              | 4              | 5              | Metropolitan Div. | Metropolitan Div. | Metropolitan Div. | Metropolitan Div. | Metropolitan Div. | Metropolitan Div. | Metropolitan Div. | Metropolitan Div. |
| New York Islanders  | 4              | 7              | 7              | 7              | 4              | 5              | 5              | 5              | 2              | 3              | 3              | -              | 4              | 4              | 5              | 5              | 5              | 5              | 5              | 3              | Metropolitan Div. | Metropolitan Div. | Metropolitan Div. | Metropolitan Div. | Metropolitan Div. | Metropolitan Div. | Metropolitan Div. | Metropolitan Div. |
| New York Rangers    | 1              | 4              | 2              | 4              | 5              | 4              | 4              | 4              | 4              | 4              | 4              | -              | 3              | 3              | 3              | 4              | 4              | 3              | 1              | 2              | Metropolitan Div. | Metropolitan Div. | Metropolitan Div. | Metropolitan Div. | Metropolitan Div. | Metropolitan Div. | Metropolitan Div. | Metropolitan Div. |
| Ottawa Senators     | Northeast Div. | Northeast Div. | Northeast Div. | Northeast Div. | Northeast Div. | Northeast Div. | Northeast Div. | Northeast Div. | Northeast Div. | Northeast Div. | Northeast Div. | Northeast Div. | Northeast Div. | Northeast Div. | Northeast Div. | Northeast Div. | Northeast Div. | Northeast Div. | Northeast Div. | Northeast Div. | 5                 | 4                 | 5                 | 2                 | 7                 | 8                 | 7                 | 7                 |
| Philadelphia Flyers | 6              | 1              | 1              | 2              | 2              | 2              | 1              | 2              | 1              | 2              | 1              | -              | 2              | 5              | 4              | 3              | 3              | 1              | 3              | 4              | Metropolitan Div. | Metropolitan Div. | Metropolitan Div. | Metropolitan Div. | Metropolitan Div. | Metropolitan Div. | Metropolitan Div. | Metropolitan Div. |
| Pittsburgh Penguins | Northeast Div. | Northeast Div. | Northeast Div. | Northeast Div. | Northeast Div. | 3              | 3              | 3              | 5              | 5              | 5              | -              | 5              | 2              | 1              | 2              | 2              | 2              | 2              | 1              | Metropolitan Div. | Metropolitan Div. | Metropolitan Div. | Metropolitan Div. | Metropolitan Div. | Metropolitan Div. | Metropolitan Div. | Metropolitan Div. |
| Tampa Bay Lightning | 7              | 6              | 5              | 6              | 7              | Southeast Div. | Southeast Div. | Southeast Div. | Southeast Div. | Southeast Div. | Southeast Div. | Southeast Div. | Southeast Div. | Southeast Div. | Southeast Div. | Southeast Div. | Southeast Div. | Southeast Div. | Southeast Div. | Southeast Div. | 2                 | 2                 | 2                 | 5                 | 1                 | 1                 | 2                 | 3                 |
| Toronto Maple Leafs | Central Div.   | Central Div.   | Central Div.   | Central Div.   | Central Div.   | Northeast Div. | Northeast Div. | Northeast Div. | Northeast Div. | Northeast Div. | Northeast Div. | Northeast Div. | Northeast Div. | Northeast Div. | Northeast Div. | Northeast Div. | Northeast Div. | Northeast Div. | Northeast Div. | Northeast Div. | 6                 | 7                 | 8                 | 4                 | 3                 | 3                 | 3                 | 2                 |
| Washington Capitals | 3              | 3              | 4              | 5              | 3              | Southeast Div. | Southeast Div. | Southeast Div. | Southeast Div. | Southeast Div. | Southeast Div. | Southeast Div. | Southeast Div. | Southeast Div. | Southeast Div. | Southeast Div. | Southeast Div. | Southeast Div. | Southeast Div. | Southeast Div. | Metropolitan Div. | Metropolitan Div. | Metropolitan Div. | Metropolitan Div. | Metropolitan Div. | Metropolitan Div. | Metropolitan Div. | Metropolitan Div. |

### Sæsoner
| Sæson | Vinder Point                            | 2.-plads Point                          | 3.-plads Point                          | 4.-plads Point                          | 5.-plads Point                          | 6.-plads Point                          | 7.-plads Point                          | 8.-plads Point                          |
| 1993-94                                                                                                   | NY Rangers 112                          | New Jersey 106                          | Washington 88                           | NY Islanders 84                         | Florida 83                              | Philadelphia 80                         | Tampa Bay 71                            |                                         |
| 1994-95                                                                                                   | Philadelphia 60                         | New Jersey† 52                          | Washington 52                           | NY Rangers 47                           | Florida 46                              | Tampa Bay 37                            | NY Islanders 35                         |                                         |
| 1995-96                                                                                                   | Philadelphia 103                        | NY Rangers 96                           | Florida 92                              | Washington 89                           | Tampa Bay 88                            | New Jersey 86                           | NY Islanders 54                         |                                         |
| 1996-97                                                                                                   | New Jersey 104                          | Philadelphia 103                        | Florida 89                              | NY Rangers 86                           | Washington 75                           | Tampa Bay 74                            | NY Islanders 70                         |                                         |
| 1997-98                                                                                                   | New Jersey 107                          | Philadelphia 95                         | Washington 92                           | NY Islanders 71                         | NY Rangers 68                           | Florida 63                              | Tampa Bay 44                            |                                         |
| 1998-99                                                                                                   | New Jersey 105                          | Philadelphia 93                         | Pittsburgh 90                           | NY Rangers 77                           | NY Islanders 58                         |                                         |                                         |                                         |
| 1999-2000                                                                                                 | Philadelphia 105                        | New Jersey† 103                         | Pittsburgh 88                           | NY Rangers 73                           | NY Islanders 58                         |                                         |                                         |                                         |
| 2000-01                                                                                                   | New Jersey 111                          | Philadelphia 100                        | Pittsburgh 96                           | NY Rangers 72                           | NY Islanders 52                         |                                         |                                         |                                         |
| 2001-02                                                                                                   | Philadelphia 97                         | NY Islanders 96                         | New Jersey 95                           | NY Rangers 80                           | Pittsburgh 69                           |                                         |                                         |                                         |
| 2002-03                                                                                                   | New Jersey† 108                         | Philadelphia 107                        | NY Islanders 83                         | NY Rangers 78                           | Pittsburgh 65                           |                                         |                                         |                                         |
| 2003-04                                                                                                   | Philadelphia 101                        | New Jersey 100                          | NY Islanders 91                         | NY Rangers 69                           | Pittsburgh 58                           |                                         |                                         |                                         |
| 2004-05                                                                                                   | Sæsonen blev ikke spillet pga. lockout. | Sæsonen blev ikke spillet pga. lockout. | Sæsonen blev ikke spillet pga. lockout. | Sæsonen blev ikke spillet pga. lockout. | Sæsonen blev ikke spillet pga. lockout. | Sæsonen blev ikke spillet pga. lockout. | Sæsonen blev ikke spillet pga. lockout. | Sæsonen blev ikke spillet pga. lockout. |
| 2005-06                                                                                                   | New Jersey 101                          | Philadelphia 101                        | NY Rangers 100                          | NY Islanders 78                         | Pittsburgh 58                           |                                         |                                         |                                         |
| 2006-07                                                                                                   | New Jersey 107                          | Pittsburgh 105                          | NY Rangers 94                           | NY Islanders 92                         | Philadelphia 56                         |                                         |                                         |                                         |
| 2007-08                                                                                                   | Pittsburgh 102                          | New Jersey 99                           | NY Rangers 97                           | Philadelphia 95                         | NY Islanders 79                         |                                         |                                         |                                         |
| 2008-09                                                                                                   | New Jersey 106                          | Pittsburgh† 99                          | Philadelphia 99                         | NY Rangers 95                           | NY Islanders 61                         |                                         |                                         |                                         |
| 2009-10                                                                                                   | New Jersey 103                          | Pittsburgh 101                          | Philadelphia 88                         | NY Rangers 87                           | NY Islanders 79                         |                                         |                                         |                                         |
| 2010-11                                                                                                   | Philadelphia 106                        | Pittsburgh 106                          | NY Rangers 93                           | New Jersey 81                           | NY Islanders 73                         |                                         |                                         |                                         |
| 2011-12                                                                                                   | NY Rangers 109                          | Pittsburgh 108                          | Philadelphia 103                        | New Jersey 102                          | NY Islanders 79                         |                                         |                                         |                                         |
| 2012-13                                                                                                   | Pittsburgh 72                           | NY Rangers 56                           | NY Islanders 55                         | Philadelphia 49                         | New Jersey 48                           |                                         |                                         |                                         |
| 2013-14                                                                                                   | Boston 117                              | Tampa Bay 101                           | Montreal 100                            | Detroit 93                              | Ottawa 88                               | Toronto 84                              | Florida 66                              | Buffalo 52                              |
| 2014-15                                                                                                   | Montreal 110                            | Tampa Bay 108                           | Detroit 100                             | Ottawa 99                               | Boston 96                               | Florida 91                              | Toronto 68                              | Buffalo 54                              |
| 2015-16                                                                                                   | Florida 103                             | Tampa Bay 97                            | Detroit 93                              | Boston 93                               | Ottawa 85                               | Montreal 82                             | Buffalo 81                              | Toronto 69                              |
| 2016-17                                                                                                   | Montreal 103                            | Ottawa 98                               | Boston 95                               | Toronto 95                              | Tampa Bay 94                            | Florida 81                              | Detroit 79                              | Buffalo 78                              |
| 2017-18                                                                                                   | Tampa Bay 113                           | Boston 112                              | Toronto 105                             | Florida 96                              | Detroit 73                              | Montreal 71                             | Ottawa 67                               | Buffalo 62                              |
| 2018-19                                                                                                   | Tampa Bay 128                           | Boston 107                              | Toronto 100                             | Montreal 96                             | Florida 86                              | Buffalo 76                              | Detroit 74                              | Ottawa 64                               |
| 2019-20                                                                                                   | Boston 100                              | Tampa Bay† 92                           | Toronto 81                              | Florida 78                              | Montreal 71                             | Buffalo 68                              | Ottawa 62                               | Detroit 39                              |
| 2020-21                                                                                                   | Divisionen blev ikke afviklet i 2020-21 | Divisionen blev ikke afviklet i 2020-21 | Divisionen blev ikke afviklet i 2020-21 | Divisionen blev ikke afviklet i 2020-21 | Divisionen blev ikke afviklet i 2020-21 | Divisionen blev ikke afviklet i 2020-21 | Divisionen blev ikke afviklet i 2020-21 | Divisionen blev ikke afviklet i 2020-21 |
| 2021-22                                                                                                   | Florida 122                             | Toronto 115                             | Tampa Bay 110                           | Boston 107                              | Buffalo 75                              | Detroit 74                              | Ottawa 73                               | Montreal 55                             |
| - Kvalificeret til slutspillet om Stanley Cup. - Vinder af Presidents' Trophy. - † Vinder af Stanley Cup. |                                         |                                         |                                         |                                         |                                         |                                         |                                         |                                         |